# Марко Лерински
 Тази статия е за леринския войвода на ВМОРО.  За костурския вижте Марко Иванов.  
Георги Иванов Георгиев (Гюров), известен като Герля, Кузман Гълъбов, Лерински цар, Унтерофицер Георги, Георги Геройски, Марко Лерински или Марко войвода е български военен и революционер, войвода на Вътрешната македоно-одринска революционна организация.

## Биография
Георги Иванов е роден на 20 юни 1862 година в Котел. През 1883 година постъпва на военна служба в Княжество България. Взима участие в Сръбско-българската война и за проявена храброст е удостоен с медал и повишен в чин. Другарите му прибавят прозвището Геройски.
През 1895 напуска армията, влиза и взима участие в четническата акция на Македонския комитет от 1895 година в четата на Стойо Костов, която опожарява Доспат. След неуспеха на акцията се връща в армията като подофицер.
През 1900 се свързва с Гоце Делчев и Гьорче Петров, които го привличат към ВМОРО и го изпращат като войвода в Леринско, където взима псевдонима Марко. По същото време в Македония влизат и Христо Чернопеев, Атанас Бабата, Михаил Апостолов - Попето. Благодарение на военната подготовка на Марко войвода и на организационните му способности четата му се превръща в школа за подготовка на четници и войводи за цялата революционна организация. Марко превръща Леринско в
| „ | ...един район образцов във всяко отношение. Работници ентусиазирани, организации стегнати, чета дисциплинирана и в пълната смисъл на думата агитационно-организаторска. Всичко това бе дело на котленеца Марко... | “ |

Георги Попхристов пише в спомените си за Марко Лерински през 1900 година: 
| „ | Марко Лерински остана с четата през зимата в Костурско и Леринско. В тези околии, особено в последната, имаше по-добри условия и Марко намери там по-добър прием и се задържа дълго време. Той там работи предано до края на живота си и остави скъпи и незабравими спомени между населението. | “ |

Марко Лерински е първият, който предлага да се вдигне всеобщо въстание в Македония и Одринско. Войводата действа в Костурско, Воденско, Леринско и Битолско с Гоце Делчев, Пандо Кляшев, Васил Чекаларов и Лазар Поптрайков до началото на 1902 година.
Христо Силянов пише:
| „ | Той организира в Битолския окръг първата чета, в която агитационно-организаторската работа се поведе правилно и паралелно с бойното обучение. Харамии като Коте не можеха да понасят казармената дисциплина в неговата чета. Но непокварените прости хора и интелигентните, незакалени физически и кръгли профани във военното изкуство, имаше на какво да се научат при Марко. Строг към себе си, ограничил нуждите си до самоизмъчване, с желязна твърдост при понасяне на несгодите, Марко действуваше върху другите главно чрез своя собствен пример. Той приучи простите си другари да се занимават до преумора с обучение и насърчи амбицията им да обучават от своя страна селяните, особено младите, запълвайки със съдържание празното им време по селата и в гората. Дори неговото източно наречие, в което той не примесваше нито една местна дума, оказа влияние върху неграмотните четници и по-събудени селяни. При такъв издигнат и опитен началник не бе мъчно за учителите да понасят положението на прости четници и да добият в кратко време най-необходимите знания и практика, за да могат и сами да командуват чети. Мнозина костурски четници получиха от Марко първите упражнения с пушка. Под Марково влияние се прероди и Митре Влаха, когото вече познават читателите ни. Дине Клюсов, по-сетнешен войвода, Лечо Настев, гимназист, войвода през възстанието, Кице и Дине Абдурамана са най-личните възпитаници на Марко от Леринско. При Марко школуваха и учителите Методи Патчев от Охрид, Славко Арсов от Щип, както и пишущият. | “ |

След предателство на местни гъркомани Марко войвода загива в бой с турски войски в леринското село Пътеле (днес Агиос Пантелеймонас, Гърция) на 13 юни 1902 година. Погребан в черквата в Суровичево, Леринско. На мястото на Марко са поставени войводите подпоручик Георги Папанчев и Дине Клюсов.
Вестник „Революционен лист“, орган на ВМОРО, пише във възпоменанието за Марко Лерински:
| „ | Името му се разнасяше като легенда от уста на уста, сам той бе някакъв дух-месия, когото прогледналия поробен народ боготвореше и в чиито проповеди вярваше тъй, както вярваше в Христа. След две години непрекъснати свръхчовешки усилия, той вече виждаше след себе си една сграда от нищо несъкрушима. У Марко нямаше възторжения лиризъм на терорист, който окриляше Кръстю Асенов, но имаше Кръстювата нечовешка физическа сила и не беше по-малко безпощаден, когато това се налагаше. | “ |

Кирил Пърличев си спомня за Марко Лерински: 
| „ | ... прочулия се подир няколко месеца Марко Лерински, инструктор на четници и войводи в Западна Македония, прославил се с героичната си смърт подир една неуморна и образвоца във всяко отношение революционна дейност. | “ |

Анастас Лозанчев пише: 
| „ | С настаняването на котленеца Георги Иванов, фелдфебел от българската армия, наречен Марко Лерински, а по-сетне и Лерински цар, за войвода - ръководител, в Леринско започва нова ера в живота на Организацията. Честен, с благ характер, горещ патриот, предан до самозабрава на делото, на което се нагърбил да служи, умеещ където трябва да се налага със сила, а на друга да пипа с кадифени ръкавици, аскет в обноски, трезвен, изпълнителен на дадени нареждания, неуморим деец, скромен, решителен, той в скоро време след като успя да сформирува една четица, стана душа на тая чета, а по-късно тая чета стана цяла школа, от която излезнаха маса млади хора, прости и с образование за войводи или помощници на войводи от старата школа. | “ |

## Памет
На Марко Лерински е наречена улица в квартал „Надежда IV“ в София (Карта).